# Biodegradació
La biodegradació és el procés de degradació (o de transformació en substàncies més simples) de substàncies orgàniques per l'acció dels enzims produïts per microorganismes (biodegradació microbiana) o altres éssers vius. Aquest procés pot fer-se 
- en la presència d'oxigen, hom parla aleshores biodegradació aeròbica i els organismes que la causen són aerobis.
- en l'absència d'oxigen i el procés s'anomena aleshores biodegradació anaeròbica i els organismes que la causen, anaerobis.

L'interès en la biodegradació de pol·luents s'ha intensificant en els últims anys, a causa del fet que hom lluita per trobar mètodes sostenibles per a netejar els entorns contaminats. Aquest mètodes de biotransformació i bioritme s'esforcen d'utilitzar la sorprenent diversitat catabòlica natural dels microorganismes per degradar, transformar o acumular una enorme quantitat de compostos inclús hidrocarburs (petroli), policlorurs de bifenils (PCBs), hidrocarburs aromàtics, substàncies farmacèutiques, radionúclids i metalls.

## Conceptes relacionats

### Biodegradabilitat.
La biodegradabilitat és la capacitat d'un material de patir biodegradació. El material en general perd les propietats originals i a nivell químic les molècules que el conformen es converteixen en formes més simples i estables. Els materials es classifiquen en biodegradables o no biodegradables. Normes europees regulen la determinació de la biodegradabilitat de diversos productes, com ara envasos i embalatges (UNE-EN 14046:2003), detergents, biocides, medicaments... Aquestes normes de biodegradabilitat utilitzades per la Unió Europea classifiquen un material com biodegradable quan més del 90% del material original s'ha de convertit en CO2, aigua i minerals mitjançant processos biològics en un termini de 6 mesos.

## Mecanismes
El procés de biodegradació es pot dividir en tres etapes: biodeteriorament, biofragmentació i assimilació.
El biodeteriorament es descriu de vegades com una degradació a nivell superficial que modifica les propietats mecàniques, físiques i químiques del material. Aquesta etapa es produeix quan el material s'exposa a factors abiòtics de l'entorn exterior i permet una major degradació debilitant l'estructura del material. Alguns factors abiòtics que influeixen en aquests canvis inicials són la compressió (mecànica), la llum, la temperatura i els productes químics de l'entorn. Tot i que el biodeteriorament sol produir-se com la primera etapa de la biodegradació, en alguns casos pot ser paral·lel a la biofragmentació.
La biofragmentació d'un polímer és el procés lític en el qual els enllaços dins d'un polímer es trenquen, generant oligòmers i monòmers en el seu lloc. Els passos que es prenen per fragmentar aquests materials també difereixen segons la presència d'oxigen al sistema. La descomposició dels materials pels microorganismes quan hi ha oxigen és la digestió aeròbica, i la descomposició dels materials quan no hi ha oxigen és la digestió anaeròbica. La principal diferència entre aquests processos és que les reaccions anaeròbiques produeixen metà, mentre que les reaccions aeròbiques no (tanmateix, ambdues reaccions produeixen diòxid de carboni, aigua, algun tipus de residu i una nova biomassa). A més, la digestió aeròbica sol produir-se més ràpidament que la digestió anaeròbica, mentre que la digestió anaeròbica fa una millor feina reduint el volum i la massa del material. A causa de la capacitat de la digestió anaeròbica per reduir el volum i la massa dels residus i produir gas natural, la tecnologia de digestió anaeròbica s'utilitza àmpliament per a sistemes de gestió de residus i com a font d'energia renovable local.
En la fase d'assimilació, els productes resultants de la biofragmentació s'integren a les cèl·lules microbianes. Alguns dels productes de la fragmentació es transporten fàcilment dins de la cèl·lula mitjançant transportadors de membrana. Tanmateix, d'altres encara han de patir reaccions de biotransformació per produir productes que després es poden transportar a l'interior de la cèl·lula. Un cop dins de la cèl·lula, els productes entren en vies catabòliques que condueixen a la producció d'adenosina trifosfat (ATP) o elements de l'estructura cel·lular.
Equació de la biodegradació aeròbica
Cpolimèric + O2 → Cresidual + Cbiomassa + CO2 + H2O
Equació de la biodegradació anaeròbica
Cpolimèric → Cresidual + Cbiomassa + CO2 + CH4 + H2O

### Factors que afecten la velocitat de biodegradació
A la pràctica, gairebé tots els compostos i materials químics estan subjectes a processos de biodegradació. La importància, però, rau en les velocitats relatives d'aquests processos, com ara dies, setmanes, anys o segles. Diversos factors determinen la velocitat a la qual es produeix aquesta degradació dels compostos orgànics. Els factors inclouen la llum, l'aigua, l'oxigen i la temperatura. La velocitat de degradació de molts compostos orgànics està limitada per la seva biodisponibilitat, que és la velocitat a la qual una substància s'absorbeix en un sistema o es posa a disposició al lloc d'activitat fisiològica, ja que els compostos s'han d'alliberar a la solució abans que els organismes els puguin degradar. La velocitat de biodegradació es pot mesurar de diverses maneres. Les proves de respirometria es poden utilitzar per a microbis aeròbics. Primer es col·loca una mostra de residus sòlids en un recipient amb microorganismes i sòl, i després s'aireja la barreja. Durant el transcurs de diversos dies, els microorganismes digereixen la mostra a poc a poc i produeixen diòxid de carboni; la quantitat de CO2 resultant serveix com a indicador de degradació. La biodegradabilitat també es pot mesurar mitjançant microbis anaeròbics i la quantitat de metà o derivat que són capaços de produir.
| Producte                 | Temps        |
| ------------------------ | ------------ |
| Paper de cuina           | 2–4 setmanes |
| Paper de diari           | 6 setmanes   |
| Cor de poma              | 2 mesos      |
| Cartó per caixes         | 2 mesos      |
| Cartó alimentari encerat | 3 mesos      |
| Guants de cotó           | 1–5 mesos    |
| Guants de llana          | 1 any        |
| Fusta contraxapada       | 1–3 anys     |
| Pals de fusta pintats    | 13 anys      |
| Bosses de plàstic        | 10–20 anys   |
| Llauna per pots          | 50 anys      |
| Bolquers d'un sol ús     | 50–100 anys  |
| Ampolles de plàstic      | 100 anys     |
| Llaunes d'alumini        | 200 anys     |
| Ampolla de vidre         | Indeterminat |

Exemples:
- Fusta
- Paper
- Llana
- Alguns detergents
- Cartó
- Fulles d'arbres seques
- Residus de l'industria pesquera